# Fabó Kinga
Fabó Kinga (Mezőtúr, 1953. november 1. – 2021. március 4.) magyar költő, nyelvész, esszéista.

## Életpályája
1972–1977 között az Eötvös Loránd Tudományegyetem Bölcsészettudományi Kar (ELTE BTK) magyar–angol szakán tanult. 1978–1980 között az ELTE Bölcsészettudományi Kar (ELTE BTK) munkatársa volt. 1981–1986 között a Magyar Tudományos Akadémia Nyelvtudományi Intézete általános nyelvészeti osztályának munkatársa, 1986–1989 között aspiráns volt.
Esszéíróként és költőként egyaránt nyelvkritikai és nyelvfilozófiai szemlélettel közelített az irodalomhoz.

## Művei
- Értékváltozások a 19. század második felében. Kísérlet a kor társadalmi értéktudatának rekonstruálására erkölcs és illemkódexek alapján; Művelődéskutató Intézet, Budapest, 1980 (Életmód, életminőség)
- A határon (esszék, 1987)
- Anesztézia (versek, 1988)
- A fül (versek, 1992)
- Ellenfülbevaló (versek, 1994)
- Maradj még idegen (hangjáték, Grunwalsky Ferenccel, 1995)
- Elég, ha én tudom; Seneca, Bp., 1996 (Thesaurus)
- Fojtott intenzitással, fojtottan (versek, 2002)
- Racun. Penyair Hongaria / Poison; indonézra ford. Narudin; Teras Budaya, Jakarta, 2014
- Bebáboz. Versek; Gondolat, Bp., 2020